# Georg von Grimpe
Johann Georg von Grimpe (Lipsia, 16 febbraio 1889 – 22 gennaio 1936) è stato uno zoologo e malacologo tedesco.
Compì gli studi di zoologia e anatomia comparata all'Università di Lipsia, dove, sotto la guida di Carl Chun (1852–1914), iniziò le sue ricerche nel campo della biologia marina (in particolare dei cefalopodi), che lo portarono in seguito a lavorare nella Stazione di ricerca zoologica di Napoli, a Villefranche-sur-Mer, a Helgoland e a Monaco. Nel 1912 conseguì il suo dottorato con una tesi sull' apparato circolatorio degli Octopoda. In seguito lavorò come assistente presso lo Zoo di Lipsia, dedicandosi alla progettazione scientifica dell'acquario e del terrario. Nel 1915 divenne assistente presso l'Istituto di Zoologia dell'Università. Nel 1928 fu nominato professore associato.
Ha descritto numerosi nuovi taxa, tra cui le famiglie di cefalopodi Stauroteuthidae e Chtenopterygidae.
| Grimpe è l'abbreviazione standard utilizzata per le specie animali descritte da Georg von Grimpe. Categoria:Taxa classificati da Georg von Grimpe |